# Luigi Maria d’Albertis

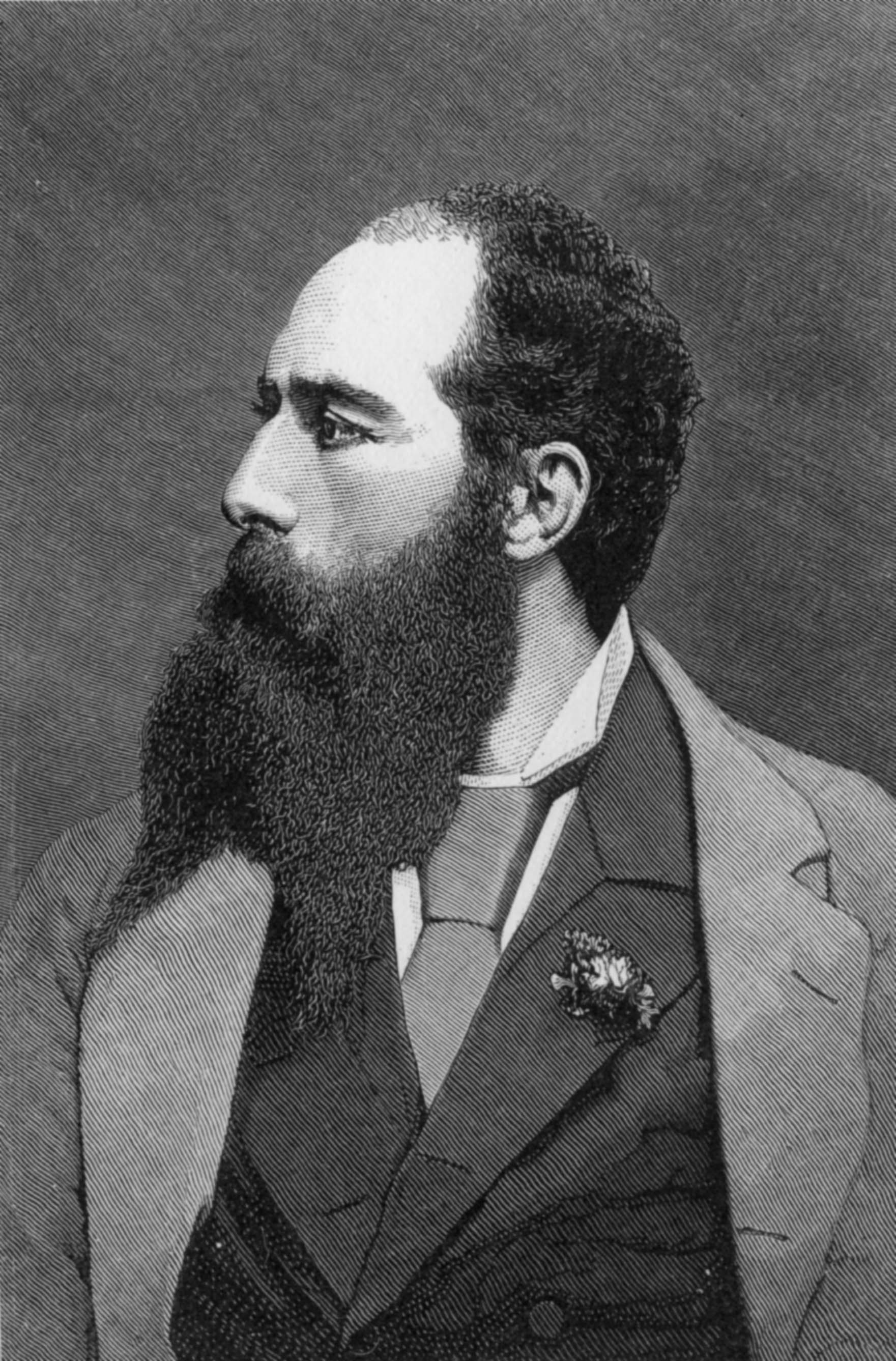
Luigi Maria d’Albertis

Luigi Maria d’Albertis (* 21. November 1841 in Voltri, östlich von Genua; † 2. September 1901 in Sassari) war ein italienischer Forschungsreisender und Naturforscher.

## Leben
Über seine Jugend ist wenig bekannt. Er brach seine Ausbildung zum Soldaten in der Armee von Piemont ab, um seinen Vater zu unterstützen und verbrachte mehrere Jahre zur Jagd in den Alpen und im Apennin. Im Alter von 18 Jahren trat er in die Armee von Garibaldi ein. 1860 schloss sich D’Albertis Giuseppe Garibaldis Zug der Tausend nach Sizilien an und studierte dann Naturwissenschaften.

## Expeditionen
Im November 1871 nahm er von Genua aus an einer Expedition mit Odoardo Beccari teil, die ihn in den Malaiischen Archipel und nach Neuguinea führte. Hier erforschte er die Vogelkop-Halbinsel und bestieg das Arfakgebirge. Aufgrund von „Wassersucht“ und Fieber reiste er 1873 mit einer Korvette nach Sydney und kehrte von dort im April 1874 nach Europa zurück.
Im November 1874 verließ D’Albertis Italien wieder und erreichte im Dezember Kap York (Australien), konnte aber erst am 17. März sein Lager auf Yule Island (130 km vom heutigen Port Moresby) aufschlagen. Er blieb dort bis zum November und sammelte Naturkundliches auf der Insel und dem benachbarten Festland. Er geriet aufgrund seiner Exaltiertheit in Probleme, nahm an einer kurzen Expedition mit einem Missions-Dampfer auf dem Fly River teil und ging anschließend nach Italien zurück.
Um den Fly River zu bezwingen, kehrte D’Albertis im Februar 1876 nach Sydney zurück und begann am 23. Mai seine 45-tägige Expedition mit einer kleinen Dampfbarkasse, die ihm der Gouverneur von New South Wales geliehen hatte. Er soll den Fly River 900 Kilometer flussauf mit einem Abstecher in den Ok-Tedi-Fluss befahren haben. Er sammelte aus heutiger Sicht ohne Skrupel ethnologische Artefakte, was ihm heftige Kritik durch spätere Entdeckungsreisende einbrachte.
D’Albertis begann am 3. Mai 1877 eine dritte Fly River Expedition von Kap York aus, um mit der Dampfbarkasse doch noch das Zentralgebirge Neuguineas zu erreichen. Sie verlief jedoch katastrophal, er prügelte einen chinesischen Expeditionsteilnehmer zu Tode und seine Mannschaft desertierte. Er gab auf und kam am 4. Januar 1878 an seinen Ausgangspunkt zurück. Obwohl er des Mordes beschuldigt wurde, verließ er Sydney und kam am 1. Juli in England an. Anschließend kehrte er nach Italien zurück.
Der zeitgenössische britische Naturforscher Alfred Russel Wallace lobte D’Albertis Forscherqualitäten und Forschungsaktivitäten. Seine Art und Weise Expeditionen durchzuführen und sein theatralisches Auftreten machten ihn jedoch in Australien unbeliebt, trotz seiner Leistungen als Forschungsreisender.

## Trivia
Luigi Maria d’Albertis berichtete 1880 davon, dass er das Fleisch von vier Strahlenparadiesvögeln gegessen habe. Dies gilt als bemerkenswert, weil das Fleisch der Paradiesvögel allgemein als so unangenehm bitter beschrieben wird, dass sie als ungenießbar gelten.

## Ehrungen
Nach ihm ist die Pflanzengattung Albertisia Becc. 1877 aus der Familie der Mondsamengewächse (Menispermaceae) und die Gattung Albertisiella Pierre ex Aubrev. 1964 aus der Familie der Sapotengewächse (Sapotaceae) benannt. Tommaso Salvadori ehrte ihn 1874 im Namen der Albertistaube (Gymnophaps albertisii). Philip Lutley Sclater widmete ihm 1873 den Schwarzschnabel-Paradieshopf (Drepanornis albertisi) und 1874 den Bergschwalm (Aegotheles albertisi). Goura albertisii Salvadori, 1876 wird heute als Synonym zu Rotbrust-Krontaube (Goura scheepmakeri Finsch, 1876) betrachtet.

## Veröffentlichungen (Auszug)
- New Guinea: What I did and what I saw. 2 Bände. Sampson Low, Marston, Searle & Rivington, London 1880 (PapuaWeb (Memento vom 22. Januar 2022 im Internet Archive))